# 4938 Papadopoulos
4938 Papadopoulos è un asteroide della fascia principale. Scoperto nel 1986, presenta un'orbita caratterizzata da un semiasse maggiore pari a 2,3528262 UA e da un'eccentricità di 0,0759666, inclinata di 4,56755° rispetto all'eclittica.